# Pfalz-Neuburg
Pfalzgrevskabet Pfalz-Neuburg eller Hertugdømmet Pfalz-Neuburg var et rigsumiddelbart territorium i det Det tysk-romerske Rige, der eksisterede fra 1505 til 1808.
Pfalz-Neuburg lå ved og nord for Donau i de nuværende regeringsdistriker Schwaben, Oberbayern og Oberpfalz.
Et område i Oberpfalz blev gradvist udskilt. Derved opstod Pfalz-Sulzbach. De de to områder blev dog en personalunion under den samme fyrste i 1742.

## Hovedstæder
Neuburg an der Donau i Oberbayern var den egentlige hovedstad, mens Lauingen i Schwaben var en regional hovedstad.

## Hertuger
- 1557–1569: Wolfgang af Pfalz-Zweibrücken
- 1569–1614: Filip Ludvig, pfalzgreve af Pfalz-Neuburg
- 1653–1690: Filip Vilhelm af Pfalz
- 1742–1799: Karl Theodor, kurfyrste af Pfalz og Bayern
- 1799–1808: Maximilian 1. Joseph af Bayern, konge af Bayern i 1806–1825.

48°44′N 11°11′Ø / 48.73°N 11.18°Ø